# ホットスプリングス郡 (ワイオミング州)

ホットスプリングス郡の人口ピラミッド

座標: 北緯43度43分 西経108度26分 / 北緯43.71度 西経108.44度
ホットスプリングス郡（英: Hot Springs County）は、アメリカ合衆国ワイオミング州にある郡。2005年の推定人口は4,537人で、郡庁所在地はサーモポリス（Thermopolis）である。

## 歴史
ホットスプリングス郡は1911年に組織された。

## 地理
アメリカ合衆国国勢調査局によると、この郡は総面積5,196 km2 （2,006 mi2）である。このうち5,190 km2 （2,004 mi2）が陸地で、6 km2 （2 mi2）が水地域である。総面積の0.12%が水地域となっている。

### 隣接する郡
- ワシャキー郡（東）
- フレモント郡（南）
- パーク郡（北西）

## 人口動静
2000年現在の国勢調査で、この郡は4,882人、2,108世帯、及び1,353家族が暮らしている。人口密度は1/km2 （2/mi2）で、0/km2 （1/mi2）の平均的な密度に2,536軒の住居が建っている。この郡の人種的構成は白人95.96%、アフリカン・アメリカン0.35%、先住民1.52%、アジア系0.25%、その他の人種0.63%、及び混血1.29%で、人口の2.38%がヒスパニックまたはラテン系である。人口のうち23.3%がドイツ系、17.0%がイングランド系、12.2%がアイルランド系、8.2%がアメリカ系、6.0%がノルウェー系移民の子孫である。
2,108世帯のうち、25.50%は18歳未満の子供と暮らしており、54.30%は夫婦で生活している。7.40%は未婚の女性が世帯主であり、35.80%は家族以外の住人と同居している。31.70%は独身の居住者が住んでおり、14.80%は65歳以上で独居である。1世帯あたりの平均人数は2.25人であり、家庭の場合は2.82人である。
郡内の住民は22.00%が18歳未満の未成年、18歳以上24歳以下が5.90%、25歳以上44歳以下が23.30%、45歳以上64歳以下が28.70%、及び65歳以上が20.00%にわたっている。中央値年齢は44歳である。女性100人ごとに対して男性は92.70人いて、18歳以上の女性100人ごとに対して男性は89.80人いる。
この郡の世帯ごとの平均的な収入は29,888米ドルであり、家族ごとでは39,364米ドルである。男性の27,030米ドルに対して女性は18,667米ドルの平均的な収入がある。この郡の一人当たりの収入（per capita income）は16,858米ドルである。人口の10.60%及び家族の8.60%は貧困線以下である。18歳未満の12.10%及び65歳以上の7.90%は貧困線以下の生活を送っている。

## コミュニティー
町

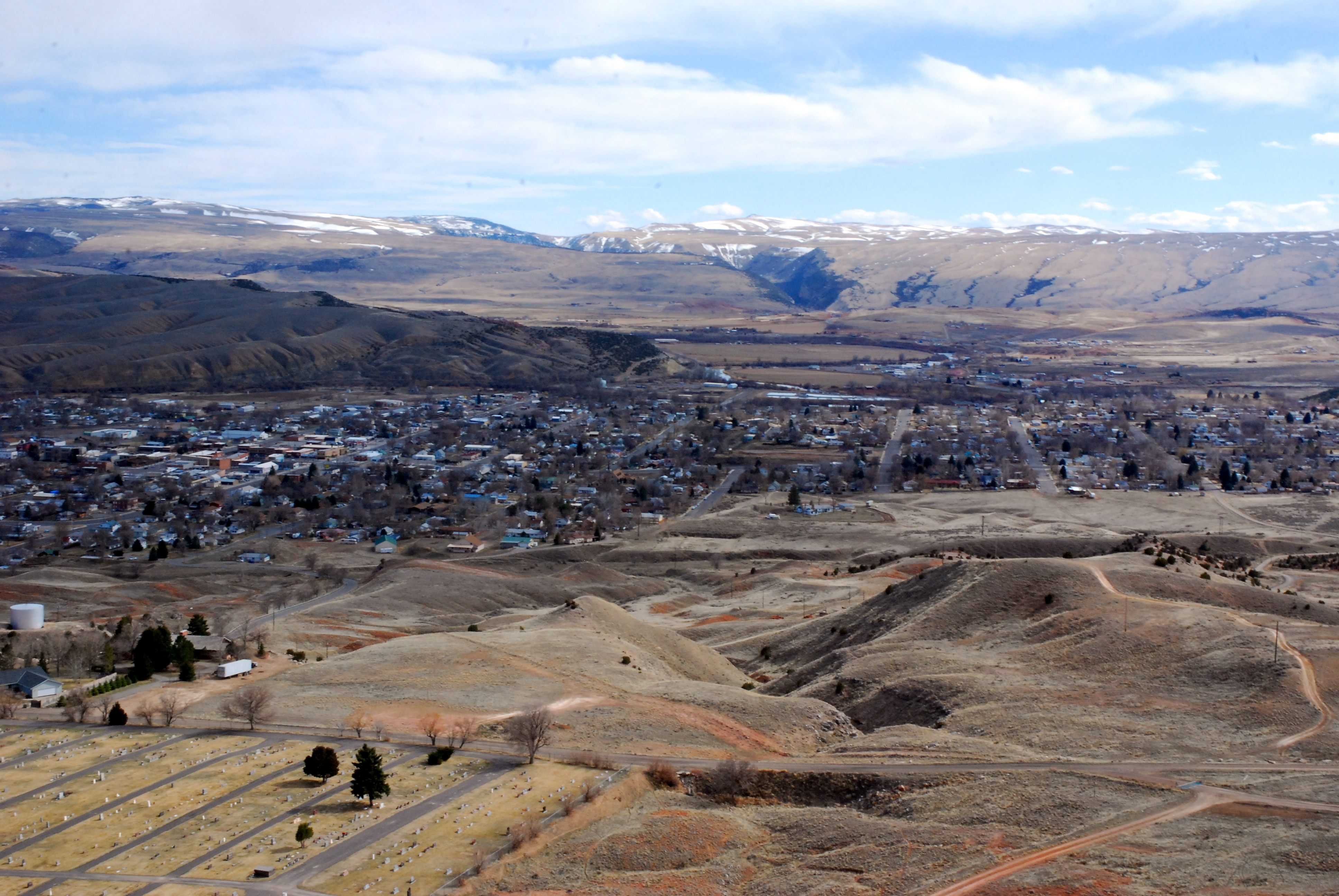
ラウンドトップ山脈から見たサーモポリスの様子。
（2008年4月6日撮影）

- イースト・サーモポリス（en:East Thermopolis, Wyoming）
- カービー（en:Kirby, Wyoming）
- サーモポリス（en:Thermopolis, Wyoming）

国勢調査指定地域
- ラサーン（en:Lucerne, Wyoming）
- オウル・クリーク（en:Owl Creek, Wyoming）